# Gud har gett åt fågeln dess vingar
Gud har gett åt fågeln dess vingar är en psalm av Anders Frostenson som diktades år 1958. Musiken är afrikansk.

## Publicerad i
- Den svenska psalmboken 1986 som nr 341 under rubriken "Gud, vår Skapare och Fader".
- Psalmer och Sånger 1987 som nr 347 under rubriken "Fader, Son och Ande - Treenigheten".[1]